# Aerides savageana
Aerides savageana är en orkidéart som beskrevs av Adolphus Henry Kent. Aerides savageana ingår i släktet Aerides och familjen orkidéer.
Artens utbredningsområde är Filippinerna. Inga underarter finns listade i Catalogue of Life.